# دانیل کاتن
دانیل کاتن (انگلیسی: Daniel Cotton؛ زادهٔ ۸ آوریل ۱۹۸۸) بازیکن فوتبال اهل بریتانیا است.
از باشگاه‌هایی که در آن بازی کرده‌است می‌توان به باشگاه فوتبال سوهام تاون رانجرز، باشگاه فوتبال یاکسلی، باشگاه فوتبال استمفورد، باشگاه فوتبال بوستون یونایتد، و باشگاه فوتبال اسپالدینگ یونایتد اشاره کرد.